# Pallacanestro in carrozzina
La pallacanestro in carrozzina è uno sport per disabili. Nasce in Giappone e viene creato per dare la possibilità di rendere questo sport accessibile anche alle persone con disabilità.
Esso si caratterizza per la complessità delle scelte tecnico-tattiche individuali e di squadra, che riproducono in tutto e per tutto quelle di una partita di pallacanestro per normodotati.
Storicamente questo sport è stato uno dei primi ad essere stato utilizzato dal neurologo inglese Ludwig Guttmann come terapia riabilitativa per i reduci del secondo dopoguerra.

## Regole

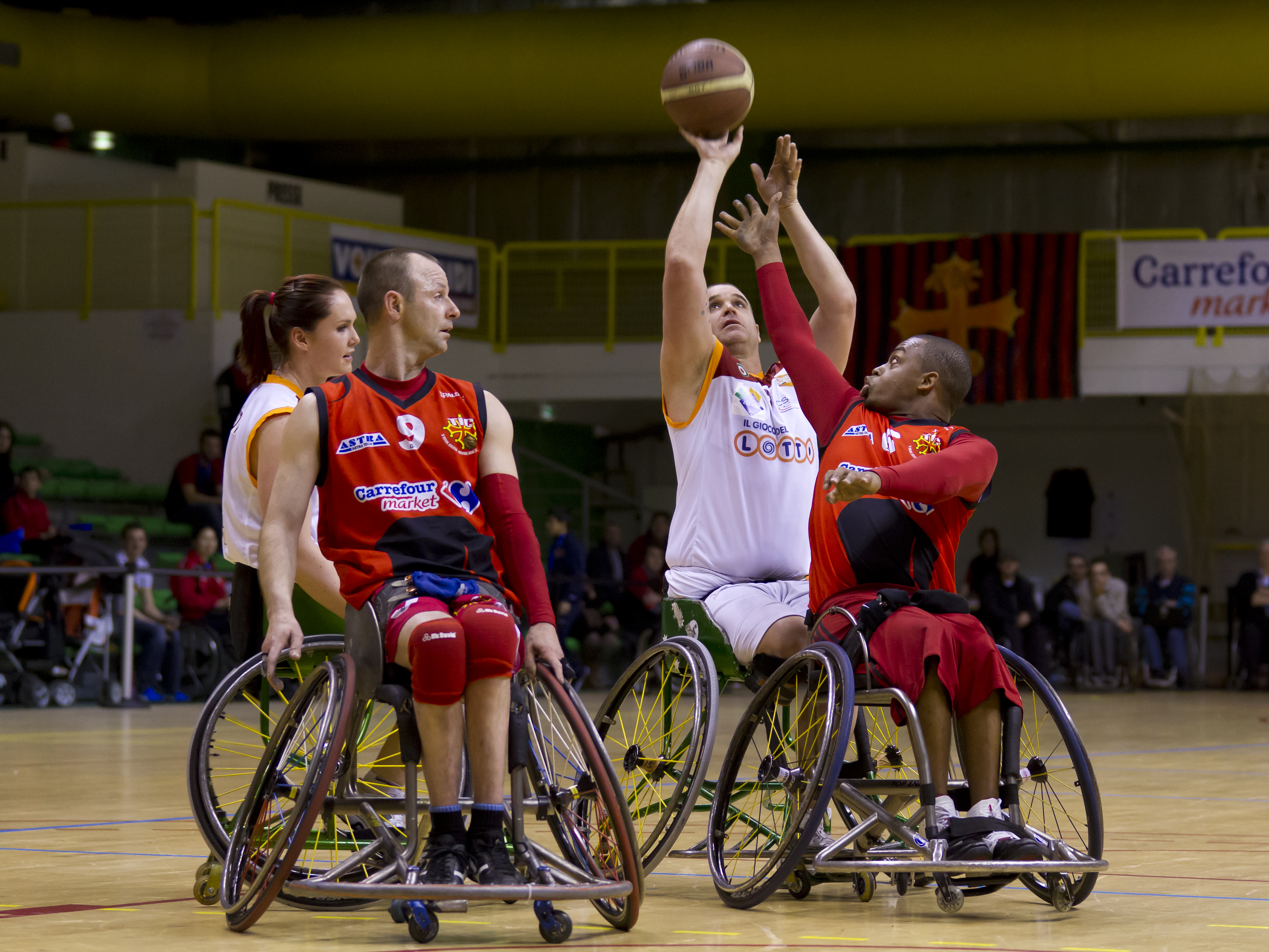
L.E. Roma vs Toulouse I.C.

il pittogramma del basket in carrozzina

Prima di iniziare ufficialmente l'attività, tutti gli atleti sono sottoposti ad una valutazione da parte di una Commissione Classificatoria in base alle capacità motorie residue, ad ogni giocatore viene così assegnato un punteggio che internazionalmente va da 1,0 a 4,5. Cioè ad un handicap maggiore (e quindi a potenzialità fisiche minori come, ad es. un paraplegico con scarso o nullo controllo del tronco o ad un atleta con impedimenti o amputazioni agli arti superiori) potrebbe corrispondere un punteggio di 1,0 e, viceversa, ad un handicap meno importante (es. un amputato di tibia) corrisponde il punteggio maggiore. Viene valutato, più che il tipo di lesione, l'effetto che questa ha sulle capacità motorie, cioè quanto questa comporti limitazioni di estensione articolare o deficit di forza negli arti e/o nel tronco. Per questo la classificazione viene effettuata in due fasi: la prima è strettamente medica, che comprende l'anamnesi dell'atleta e, se necessaria, una visita da parte dei classificatori, la seconda in campo in fase di gioco attivo, prima in allenamento e poi, per dare una valutazione definitiva, in una partita agonistica.
Secondo le norme vigenti in FIPIC (Federazione Italiana Pallacanestro in Carrozzina) per un nuovo atleta viene proposta una classe di punteggio da parte del Presidente della società, che invia, in allegato video che riguardano le fasi di partenza, spinta e arresto, il tiro da fermo e in movimento e 5 minuti in fase di allenamento e inoltre la documentazione medica che accerti il tipo di disabilità ma soprattutto, condizione imprescindibile, che la disabilità è "definitiva", cioè non può essere sensibile di miglioramenti a causa di cure o interventi chirurgici (in sostanza, se ho un legamento del ginocchio lesionato non sono per questo considerato "eleggibile" a giocatore di basket in carrozzina, a meno che non venga certificato con visite specialistiche ed esami che la lesione non è operabile). La Commissione dei classificatori può confermare, diminuire o aumentare la classe proposta dal Presidente della società. A questo punto l'atleta avrà una classificazione provvisoria fino a quando la commissione classificatrice potrà visionare l'atleta durante una partita ed, eventualmente, sottoporlo a visita. La classificazione diventerà quindi definitiva e la Fipic emetterà un "cartellino" da gioco coi dati del giocatore, foto e classe assegnata. La classe è valida a livello internazionale, ma la WBF (Wheelchair Basketball Federation) potrà a sua volta porre sotto esame l'atleta richiedendo documentazione e sottoponendolo ad un altro esame. Se la classe viene cambiata dai classificatori internazionali questo verrà comunicato alla FIPIC e la classificazione internazionale ha priorità su quella nazionale. Se per questo motivo, o in seguito ad un ricorso, il che prevede un altro iter di esame dell'atleta, la classificazione diminuisce, il nuovo punteggio sarà valido dalla prima gara nazionale o internazionale successiva alla comunicazione; se invece la classificazione aumenta, questa verrà considerata dall'anno sportivo successivo alla comunicazione.
In Italia è possibile inserire, attualmente solo nel campionato di serie B, mentre non è previsto nella serie A, due giocatori normodotati, classificati con imprescindibilmente con 5 punti, che però non possono essere schierati contemporaneamente in campo, a meno che uno dei due non sia una donna (questa è una regola transitoria a scopo promozionale, dettata soprattutto dalla scarsità di atleti e tesa, appunto, ad incrementare il numero di squadre partecipanti ai campionati nazionali).
Al fine di garantire il massimo equilibrio tra le squadre in campo, durante le partite la somma dei valori di ogni quintetto non deve superare i 14,5 punti. Questa regola è nata quando Nazionali come quella di Israele stravincevano i campionati mondiali con in campo quintetti composti per lo più da poliomielitici, che avevano potenzialità fisiche superiori alle altre che giocavano con squadre di paraplegici. Per dominare sulle altre formazioni, si manifestò la tendenza ad escludere dalle selezioni, e persino dalle squadre di club, i paraplegici per schierare in campo poliomielitici o amputati che conservavano un controllo del tronco e delle braccia (e, conseguentemente, della carrozzina e della palla) molto maggiore rispetto ai primi. Con la regola dei 14,5 punti in campo una squadra che schiera, ad esempio, due amputati da 4,5 punti, per non superare i 14,5 del quintetto è "costretta" a ricorrere a giocatori con una bassa classificazione, permettendo così ad atleti con diversi gradi di disabilità di far parte delle squadre.
Per il resto non esistono sostanziali differenze di regolamento rispetto al basket per normodotati; sono previste però delle infrazioni particolari: non è consentito sollevarsi dal sedile della carrozzina (è considerato un fallo tecnico), avanzare con la palla senza palleggiare dopo due spinte (questa regola sostituisce, di fatto, l'infrazione di "passi", o "travelling" del basket in piedi), sollevare da terra contemporaneamente le due ruote posteriori con la palla in mano. Inoltre è considerato fallo antisportivo trattenere con le mani la carrozzina dell'avversario. Non è prevista invece l'infrazione del "doppio palleggio", il giocatore quindi può interrompere il palleggio e riprenderlo a suo piacimento.
In sostanza si può dire che il basket in carrozzina è uno dei pochi sport per disabili che schiera contemporaneamente in campo atleti con diversi tipi di disabilità e soprattutto diverso potenziale fisico, mantenendo elevata la dinamicità e la spettacolarità del gioco.